# گوران شائولا
گوران شائولا (صربی: Goran Šaula؛ زادهٔ ۱ سپتامبر ۱۹۷۰) بازیکن فوتبال اهل صربستان بود.
از باشگاه‌هایی که در آن بازی کرده‌است می‌توان به باشگاه فوتبال کامپوستلا و باشگاه فوتبال وویوودینا اشاره کرد.
وی همچنین در تیم ملی فوتبال صربستان و مونته‌نگرو بازی کرده‌است.